# 阿塞基亚 (爱达荷州)
阿塞基亚（Acequia）是美国爱达荷州米尼多卡县的一座城市，面积0.8平方公里。根据2000年美国人口普查，共有144人，其中白人占58.33%。